# Holoscotolemon lessiniense
Holoscotolemon lessiniense is een hooiwagen uit de familie Cladonychiidae.